# 彻奇波因特 (路易斯安那州)
教会点（英語：Church Point），是美国路易斯安那州下属的一座城市。根据2010年美国人口普查，该市有人口4,560人。建置上，属于“town”。